# Ocean Hellman
Crystal Ocean Supri Heavenly Blue Sky Hellman (* 8. November 1971 in Victoria, British Columbia) ist eine ehemalige kanadische Schauspielerin. Sie wurde ab Mitte der 1980er Jahre einem breiten Publikum als Kinderdarstellerin durch verschiedene Fernsehserien bekannt.

## Leben
Hellman wurde am 8. November 1971 in Victoria geboren, wo sie als Tochter der alleinerziehenden Mutter Birgitta aufwuchs. Bereits im Alter von drei Jahren erfuhr sie erste Tätigkeiten als Schauspielerin. Ihr Fernsehdebüt gab sie 1983 als Nebendarstellerin in den Fernsehfilmen Fluch der Leidenschaft und The Best Christmas. Von 1985 bis 1990 stellte sie die Rolle der Nicole Roberts in insgesamt 122 Episoden der Fernsehserie Danger Bay – Abenteuer in Vancouver dar. Von 1988 bis 1989 war sie zudem als Anya Foley in der Fernsehserie Verrückte Zeiten zu sehen. Ab den 1990er Jahren war sie nur noch in unregelmäßigen Abständen als Fernsehschauspielerin tätig und wirkte überwiegend als Episodendarstellerin in verschiedenen Fernsehserien sowie kleineren Filmproduktionen mit. 2001 verkörperte sie im Fernsehzweiteiler Die Unicorn und der Aufstand der Elfen die Rolle der Elfenkönigin Titania. Es folgten Episodenrollen unter anderem in Mysterious Ways, X-Factor: Das Unfassbare, Jeremiah – Krieger des Donners und zuletzt 2006 in Masters of Horror.
Sie verbindet eine Freundschaft mit dem Schauspieler Casper Van Dien. Hellman ist Mutter von zwei Söhnen.

## Filmografie (Auswahl)
- 1983: Fluch der Leidenschaft (The Haunting Passion, Fernsehfilm)
- 1983: The Best Christmas Pageant Ever (Fernsehfilm)
- 1985: Constable Constable (Fernsehserie)
- 1985–1990: Danger Bay – Abenteuer in Vancouver (Danger Bay, Fernsehserie, 122 Episoden)
- 1988–1989: Verrückte Zeiten (Almost Grown, Fernsehserie, 13 Episoden)
- 1990: Auf Leben und Tod (Anything to Survive, Fernsehfilm)
- 1990: 21 Jump Street – Tatort Klassenzimmer (21 Jump Street, Fernsehserie, Episode 5x08)
- 1991–1992: Neon Rider (Fernsehserie, 2 Episoden, verschiedene Rollen)
- 1994: Ausgerechnet Alaska (Northern Exposure, Fernsehserie, Episode 5x16)
- 1995: Danielle Steel – Gesegnete Umstände (Mixed Blessings, Fernsehfilm)
- 1996: Highlander (Fernsehserie, Episode 4x11)
- 1997: Dead Man’s Gun (Fernsehserie, Episode 1x08)
- 1997–1999: Poltergeist – Die unheimliche Macht (Poltergeist: The Legacy, Fernsehserie, 2 Episoden, verschiedene Rollen)
- 1997–2001: Outer Limits – Die unbekannte Dimension (The Outer Limits, Fernsehserie, 3 Episoden, verschiedene Rollen)
- 1999: Millennium – Fürchte deinen Nächsten wie Dich selbst (Millennium, Fernsehserie, Episode 3x14)
- 1999: Fionas Website (So Weird, Fernsehserie, Episode 2x11)
- 2000: We All Fall Down
- 2001: Die Unicorn und der Aufstand der Elfen (Voyage of the Unicorn, Fernsehfilm)
- 2001: Im Netz der Spinne (Along Came a Spider)
- 2001: Mysterious Ways (Fernsehserie, Episode 3x14)
- 2002: X-Factor: Das Unfassbare (Beyond Belief: Fact or Fiction, Fernsehserie)
- 2003: Jeremiah – Krieger des Donners (Jeremiah, Fernsehserie, Episode 2x08)
- 2006: Masters of Horror (Fernsehserie, Episode 2x01)